# Journée internationale des Roms
La Journée internationale des Roms est une journée fixée au 8 avril dont le but est de célébrer la culture rom et de sensibiliser les populations aux problèmes rencontrés par le peuple rom.

## Origine
La journée est officiellement proclamée à Serock, en Pologne, lors du quatrième congrès de l'Union romani internationale. Le jour du 8 avril est choisi en hommage au premier congrès international de l’URI, qui s'est tenu du 7 au 12 avril 1971 à Chelsfield, à côté de Londres, en présence de nombreux représentants des différents peuples roms.